# Oleg Logvin
Oleg Logvin (n. 23 mai 1959, Barysaŭ, RSS Bielorusă) este un ciclist de performanță ce a reprezentat Uniunea Republicilor Sovietice Socialiste, medaliat olimpic. A participat la o ediție a Jocurilor Olimpice (1980) în care a câștigat o medalie de aur.

## Participări
Lista de mai jos prezintă principalele competiții la care a participat Oleg Logvin de-a lungul carierei.
- Velosport na letnih Olimpiiskih igrah 1980 - komandnaia gonka s razdelnîm startom na șosse (mujcinî)[*]